# قص (هندسة)

قص أفقي للمستوى ذي معامل m = 1.25 ، يتضح من خلال تأثيره (باللون الأخضر) على شبكة مستطيلة وبعض الأشكال (باللون الأزرق). النقطة السوداء هي الأصل.

في الهندسة المستوية، القص (بالإنجليزية: Shear)‏ هو عبارة عن تحويل خطي يزيح كل نقطة في الاتجاه الثابت، بمقدار يتناسب مع المسافة الموقعة من الخط الموازي لذلك الاتجاه ويمر عبر الأصل.
مثال على ذلك هو التحويل الذي يأخذ أي نقطة مع الإحداثيات {\displaystyle (x,y)} إلى النقطة {\displaystyle (x+2y,y)}. في هذه الحالة، يكون الإزاحة أفقيًا، والخط الثابت هو المحور السينات، والمسافة الموقعة هي الإحداثي {\displaystyle y}. لاحظ أن النقاط الموجودة على جانبي الخط المرجعي قد أزيحت في اتجاهين متعاكسين.